# Patriarcado latino de Alejandría
El patriarcado latino de Alejandría o patriarcado de Alejandría de los latinos (en latín: Patriarchatus Alexandrinus Latinorum) fue una sede titular de rito latino de la Iglesia católica erigida en el siglo XIII en Roma. Fue suprimido en 1964.

## Historia
Alejandría, el antiguo gran puerto de Egipto y una metrópolis mediterránea de primer orden en el mundo helenístico, fue una influyente diócesis cristiana primitiva. Fue fundada, según la tradición de la Iglesia, por san Marcos el Evangelista. El Concilio de Nicea I la clasificó después de la sede de Roma, mientras que los padres griegos del Concilio de Calcedonia intentaron en el canon 28 degradarla, dándole el tercer lugar después de la sede de Constantinopla, aunque el papa León I rechazó este canon. Sin embargo, siguiendo el mismo concilio, el patriarcado fue reclamado por dos partes: un patriarca griego que se adhirió a las definiciones dogmáticas de Calcedonia y un patriarca copto miafisita que las rechazó. El patriarca griego tenía poco control pastoral sobre los cristianos en el patriarcado, ya que la mayoría de los cristianos pronto aceptaron a la Iglesia copta como la verdadera Iglesia.
Mientras formaba parte del Imperio bizantino y luego estuvo bajo la dominación islámica, el patriarca calcedonio siempre siguió el rito bizantino, mientras que el patriarca no calcedonio siguió el rito copto. El patriarca griego de Alejandría permaneció en comunión con la Sede de Roma a pesar de la ruptura de la comunión entre Roma y Constantinopla en 1054. De hecho, el obispo de Roma y el obispo griego de Alejandría se conmemoraron mutuamente en sus dípticos hasta principios del siglo XIV. Así, mientras en 1215, durante el pontificado del papa Inocencio III, hubo patriarcas latinos, rivalizando o reemplazando a los griegos en las ciudades de Antioquía, Constantinopla y Jerusalén, el patriarca griego Marcos III de Alejandría fue invitado y envió representantes para participar en el IV Concilio de Letrán.
Los registros de un patriarca latino de Alejandría comienzan solo en el siglo XIV. El cargo era meramente titular ya que el obispo nunca ocupó la sede. Su catedral patriarcal en Roma fue la basílica de San Pablo Extramuros. Muchos titulares ocuparían puestos residenciales (arzobispales) episcopales de varios rangos en países católicos, e incluso (antes y/o después) otros patriarcados latinos titulares (Jerusalén, Constantinopla). La sede titular tendría su parte de nominaciones disputadas durante el cisma papal en Aviñón.
Desde 1724 el patriarcado católico melquita de Antioquía y todo el Oriente ostenta el título de patriarca de Alejandría. En 1895 el patriarcado copto católico de Alejandría se estableció a partir del vicariato apostólico católico de Alejandría. Por lo tanto, queda un patriarca de Alejandría para la Iglesia católica.
El título fue conferido por última vez en 1950 y quedó vacante en 1954. Dejó de incluirse en el Anuario Pontificio en 1964 debido a que fue abolido por el papa Pablo VI con motivo de su acercamiento al patriarca ortodoxo de Constantinopla Atenágoras I.